# Thyroxine 5-désiodase

Thyroxine (T_{4}), prohormone thyroïdienne.

Triiodothyronine (T_{3}), hormone active.

3,3',5'-triiodothyronine (rT_{3}), inactive.

La thyroxine 5-désiodase est une oxydoréductase qui catalyse la désiodation de la thyroxine, ou prohormone thyroïdienne T4, et de la triiodothyronine, ou hormone thyroïdienne T3, respectivement en 3,3',5'-triiodothyronine (« T3 inverse » ou rT3) et 3,3'-diiodothyronine (T2), qui sont inactives.
Tout comme la thyroxine 5'-désiodase, l'autre iodothyronine désiodase, la thyroxine 5-désiodase est une sélénoprotéine, c'est-à-dire qu'elle contient du sélénium sous la forme d'un acide aminé protéinogène assez rare, la sélénocystéine,,. Le site actif se trouve au sein d'un repliement TRX et contient de la sélénocystéine et deux résidus d'histidine,. La sélénocystéine est codée par un codon UGA, correspondant normalement au codon-STOP opale dans le code génétique, mais la présence d'un élément SECIS en aval de ce codon induit l'expression de ce dernier en sélénocystéine plutôt qu'une terminaison de la transcription.
La thyroxine 5-désiodase est une protéine membranaire dimérique, avec un segment transmembranaire N-terminal et une grosse tête globulaire dans laquelle se trouve le site actif. Elle est présente dans la membrane plasmique de cellules du placenta, du fœtus et du système nerveux central ainsi que dans les hémangiomes, où elle a pour effet d'inactiver les hormones thyroïdiennes T3 (triiodothyronine) et T4 (thyroxine) en les désiodant respectivement en T2 (3,3'-diiodothyronine) et rT3 (3,3',5'-triiodothyronine).
Les taux de thyroxine 5-désiodase dans les tissus sont plus élevés au début du développement des vertébrés et tendent à décroître avec l'âge, tandis que les taux de thyroxine 5'-désiodase connaissent des pics lors des changements morphologiques significatifs, de sorte que la thyroxine 5-désiodase protégerait les tissus des conséquences d'une trop grande exposition à la T3.
Le taux de thyroxine 5-désiodase dans un cœur sain est généralement bas mais tend à augmenter dans la cardiomyopathie avec pour conséquence de réduire la production d'énergie et la consommation d'oxygène.